# Каргин, Дмитрий (пловец)
Дмитрий Каргин (род. 9 марта 1985 года) — российский пловец в ластах. Чемпион России, член сборной России на чемпионатах Мира и Европы по плаванию в ластах (2001 и 2006). Многократный призёр чемпионатов Мира и Европы .Воспитанник Бабичевой Любовь Петровны, Дегтярёва Виктора Борисовича, Каразаевой Ольги Николаевны, Каразаева Юрия Николаевича.  Мастер спорта России международного класса.

## Карьера
Воспитанник специализированной детско-юношеской школы олимпийского резерва по водным видам спорта (г. Новосибирск).

### Спортивные достижения
- Бронзовый призёр первенства Мира 2001 года в эстафете 4х3000 метров
- Чемпион первенства Европы 2002 года на дистанции 400 и 800 метров под водой;
- Вице-чемпион мира 2003 года в эстафете 4х3000 метров;
- Бронзовый призер 2004 года на дистанции 20000 метров
- Вице-чемпион  Европы 2004 года на дистанции 4х3000 метров
- Вице-чемпион мира 2005 года в эстафете 4х3000 метров[3];
- Обладатель Кубка России 2004 по плаванию в ластах в составе сборной Новосибирска[4][5];
- Чемпион России 2005 года на дистанции 6000 метров[6].

### Семейное положение
Женат, 2 дочери